# Frederik Bos
Frederik Bos (Usselo, 28 mei 1866 - Twekkelo, 11 juni 1931) was een Nederlandse boer en politicus.
Bos was een landbouwer uit de voormalige gemeente Lonneker, een plaats in het oostelijk deel van Twente. Vanwege de Tweede Kamerverkiezingen van 1918 kwam hij halverwege september 1918 als de eerste parlementaire vertegenwoordiger van de Plattelandersbond in de vorm van een eenmansfractie in de Tweede Kamer. Na ruim een week sloot hij zich eveneens bij de Neutrale fractie aan, een soort samenwerkingsverband van allerlei kleine liberale politieke partijen.
Bos was een man die zeer sporadisch in de Tweede Kamer van zich deed horen, slechts één keer voerde hij het woord, namelijk toen er een interpellatie (de interpellatie-Sannes) aan de gang was over de melkvoorziening.
Halverwege september 1919 verliet hij de Kamer weer. Zijn plaats werd ingenomen door Arend Braat (ook wel aangeduid als Boer Braat) die een radicalere en ook ruwere figuur was.
Behalve in de Tweede Kamer heeft Bos ook nog in de gemeenteraad van Lonneker gezeten. Kerkelijk behoorde hij tot de Nederlandse Hervormde Kerk.
Frederik Bos overleed op 65-jarige leeftijd.
- Biografisch Portaal: 11667691
- Parlement.com: vg09lkyk3fdn